# Tanat Nuserbajev
Tanat Nuserbajev (kazašsky Таңат Әкімжанұлы Нөсербаев, Tanat Jekimžanuly Nuserbajev; * 1. ledna 1987, Šymkent, Kazašská SSR, SSSR) je kazašský fotbalový útočník a reprezentant, momentálně hráč klubu FC Astana.

## Reprezentační kariéra
V A-mužstvu reprezentace Kazachstánu debutoval 11. 10. 2008 v kvalifikačním zápase ve Wembley proti Anglii (prohra 1:5).